# Nathan Rosen
Nathan Rosen (Brooklyn, Nova York; 22 de març de 1909 - Haifa, Israel 18 de desembre de 1995) va ser un físic israelià.
Rosen va ser el coautor (amb Albert Einstein i Borís Podolski) d'un article de comprovacions de la Physical Review de 1935 ("Pot la descripció mecanoquàntica de la realitat física considerar-se completa?") sobre la paradoxa EPR en la mecànica quàntica. Així mateix, va ser també co-descobridor del pont d'Einstein-Rosen en relativitat general. Rosen, també fou fundador de l'institut de la física en el Technion a Haifa, on hi ha sèries de la conferència nomenades per a ell.

## Obra
Algunes publicacions
- "Can quantum mechanical description of physical reality be considered complete?". Albert Einstein, Boris Podolsky, Nathan Rosen (Princeton, Inst. Advanced Study) 1935. 4 p. Phys.Rev. 47:777-780 (en Wheeler, J.A., Zurek, W.H. (eds.) Quantum theory and measurement, Princeton U. Press, 1983 pàg. 138–141)
- "The Particle Problem in the General Theory of Relativity". Albert Einstein, N. Rosen (Princeton, Inst. Advanced Study). 1935. Phys. Rev. 48: 73-77, 1935.
- "Energy and momentum of cylindrical gravitational waves." N. Rosen (Technion) K. S. Virbhadra 1993. Gen. Rel. Grav. 25: 429-433, 1993.
- "On Gravitational waves." Albert Einstein, N. Rosen. 1937. 12 p. J. Franklin Inst. 223: 43-54, 1937.
- "General Relativity and Flat Space. I." N. Rosen (MIT) 15 de gener de 1940. 3 p. Phys.Rev. 57: 147-150, 1940.